# 長肢南美南極魚
長肢南美南極魚（学名：Patagonotothen longipes）為輻鰭魚綱鱸形目南極魚亞目南極魚科的其中一種，分布於南美洲智利海域，為底棲性魚類，屬肉食性，生活習性不明。
其种加词“Longipes”意为“长肢的”。